# Partit Liberal Democràtic (Macedònia del Nord)
El Partit Liberal Democràtic (macedònic: Либерално-Демократска Партија, Liberalno-Demokratska Partija, abreujat LDP) és un partit polític de Macedònia del Nord. Fou fundat l'abril de 1997 de la unió del Partit Liberal i del Partit Demòcrata. El primer líder del PLD va ser Petar Goshev dels demòcrates, que també va ser l'últim president de la Lliga dels Comunistes de Macedònia. Quan es va restablir el 1999 l'antic Partit Liberal de Macedònia, la major part de l'antic partit va romandre al LPD. És membre de la Internacional Liberal des de 1994 i des de 2006 el seu cap és Jovan Manasijevski.
A l'eleccions legislatives macedònies de 2002 el partit va obtenir 12 dels 120 escons en el marc de l'aliança Junts per Macedònia, encapçalada per la Unió Socialdemòcrata de Macedònia i el Partit Democràtic Liberal. Després de les eleccions de 2002 va participar en el govern juntament amb la SDSM i la Unió Democràtica per la Integració (DUI).
Després de les eleccions legislatives macedònies de 2006, en les que va obtenir 5 escons dins la coalició dirigida per la SDSM, va romandre a l'oposició. A les eleccions legislatives macedònies de 2008 es presentà en la mateixa coalició, però fou derrotada i continuà formant part de l'oposició.